# Hipposideros ruber
Hipposideros ruber är en fladdermusart som först beskrevs av Theophil Noack 1893.  Hipposideros ruber ingår i släktet Hipposideros och familjen rundbladnäsor. IUCN kategoriserar arten globalt som livskraftig. Inga underarter finns listade i Catalogue of Life. Wilson & Reeder (2005) skiljer mellan två underarter. 
Arten förekommer i västra och centrala Afrika från Senegal till Etiopien och söderut till Angola och Moçambique. Den lever i låglandet och i bergstrakter upp till 2300 meter över havet. Hipposideros ruber förderar fuktiga tropiska skogar i låglandet men hittas även i bergsskogar längs floder samt i torra savanner.
Individerna vilar vanligen i grottor, i gruvor eller i bergssprickor. Ibland används byggnader, broar och trädens håligheter som sovplats.